# 메나퀴논
메나퀴논(영어: menaquinone) 또는 비타민 K2(영어: vitamin K2)는 세 가지 유형의 비타민 K 중 하나이며, 다른 두 가지 유형은 비타민 K1(필로퀴논)과 비타민 K3(메나다이온)이다. 메나퀴논은 조직 및 세균에서 생성(두 경우 모두 비타민 K1으로부터 유도됨)되며, 일반적으로 동물성 제품이나 발효 식품에서 발견된다.
곁사슬에 있는 아이소프레닐 단위의 수에 따라 결정되는 메나퀴논에는 몇 가지 화학적 변형체가 존재한다. 사람의 식단에서 가장 흔한 것은 짧은 사슬의 수용성 메나테트레논(MK-4)으로 일반적으로 메나퀴논의 조직 또는 세균의 전환에 의해 생성되며 동물성 제품에서 흔히 발견된다. 식이 식물의 메나퀴논으로부터 메나테트레논의 생성은 무균 처리한 설치류에서도 일어나기 때문에 동물 조직만으로도 대사될 수 있는 것으로 알려져 있다.

## 같이 보기
- 비타민 K
- 필로퀴논 (비타민 K1)
- 메나다이온 (비타민 K3)